# Marleen Jochems
Marleen Johanna Maria Jochems (* 24. Januar 2000 in Baarn) ist eine niederländische Hockeyspielerin. Sie gewann 2024 die olympische Goldmedaille.

## Sportliche Karriere
Im April 2022 gewann Jochems mit der niederländischen Juniorinnen-Nationalmannschaft den Titel bei der Juniorinnen-Weltmeisterschaft.
Die Mittelfeldspielerin debütierte im Juni 2023 in der Nationalmannschaft. Sie bestritt 30 Länderspiele, in denen sie kein Tor erzielte. (Stand 9. August 2024)
Ihr erstes großes internationales Turnier waren die Olympischen Spiele 2024 in Paris. Die Niederländerinnen besiegten im Viertelfinale die Britinnen mit 3:1. Nach einem 3:0-Sieg im Halbfinale gegen die Argentinierinnen gewannen die Niederländerinnen im Endspiel gegen die Chinesinnen im Shootout, nachdem es am Ende der regulären Spielzeit 1:1 gestanden hatte. Jochems war in allen acht Spielen dabei, am Shootout im Finale war sie nicht beteiligt. Wie alle niederländischen Hockey-Olympiasiegerinnen der Olympischen Spiele 2024 wurde Marleen Jochems am 12. August 2024 als Ritter mit dem Orden von Oranien-Nassau ausgezeichnet.
Marleen Jochems spielt für den THC Hurley in Amstelveen.